# Salco Tromp Meesters

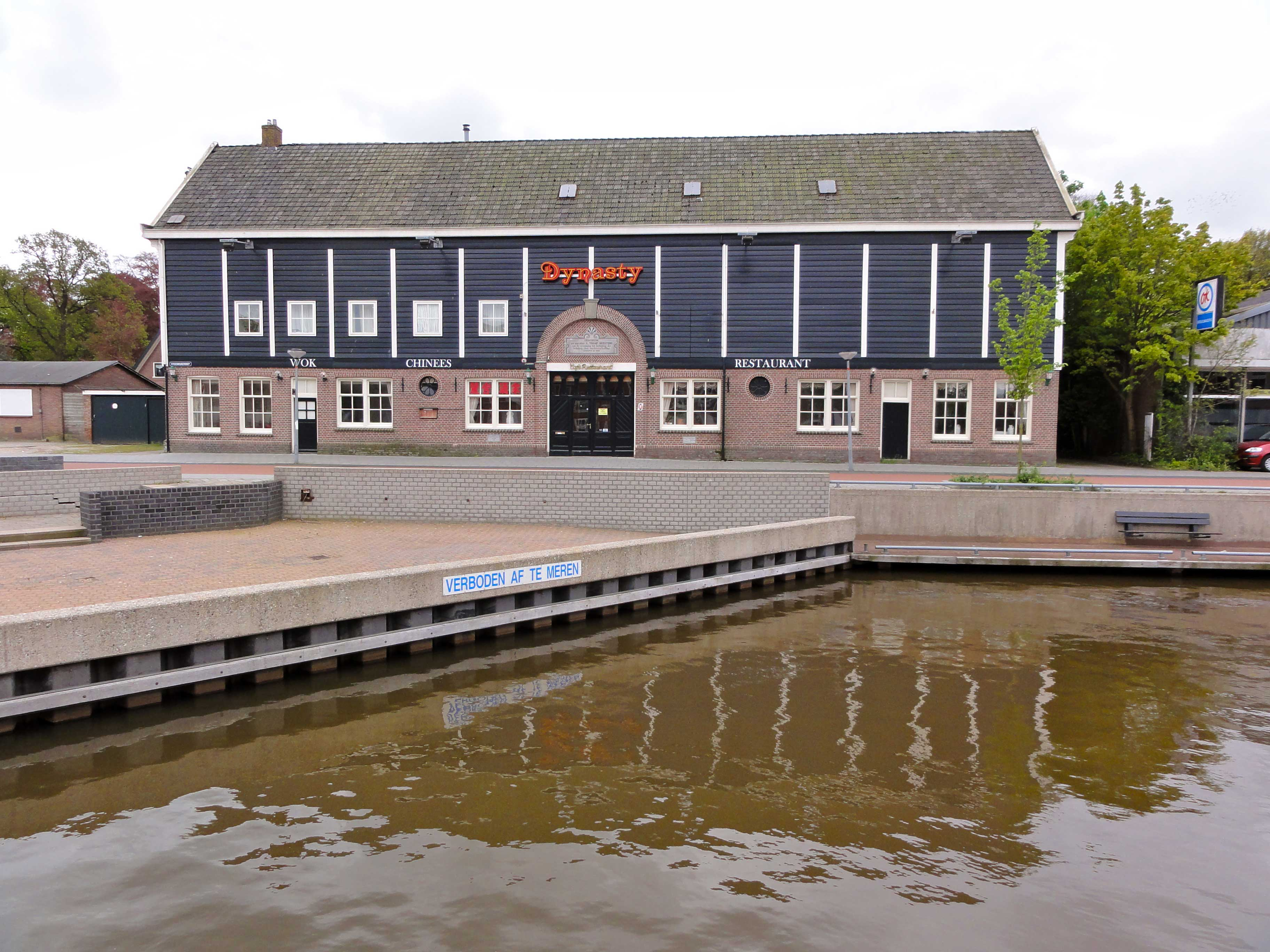
Het voormalig gebouw van de vereniging tot wering der bedelarij, aangeschaft uit een legaat van Salco Tromp Meesters

Salco Tromp Meesters, ook Salko, (Steenwijk, 21 januari 1816 - aldaar, 11 juni 1895) was een Nederlandse ondernemer.

## Leven en werk
Tromp Meesters werd geboren als Salko Tromp, zoon van Jan Meesters en Letje Tromp. Hij kreeg in 1873 toestemming om de voornaam Tromp bij zijn achternaam te voegen. Ook zijn nakomelingen verkregen het recht om de dubbele naam Tromp Meesters te dragen. Hij dreef in Steenwijk een houthandel, die hij tot bloei wist te brengen. Bij zijn overlijden in 1895 werd uit een door hem verstrekt legaat een werkinrichting tot wering der bedelarij gesticht. In dit gebouw werd tot na de Tweede Wereldoorlog werk geboden aan Steenwijkse werklozen. De werkzaamheden bestonden in die periode voornamelijk uit het vlechten van matten.
Tromp Meesters trouwde op 19 augustus 1841 in Winschoten met de aldaar geboren Aidina Anna Susanna Viëtor, dochter van de notaris Jan Freseman Viëtor en Jantje Haitzema. Hij overleed in 1895 op 79-jarige leeftijd in Steenwijk. Zijn beide zonen Jan Hendrik en Jan Tromp Meesters zetten het bedrijf voort en speelden een belangrijke rol op politiek en maatschappelijk gebied in Steenwijk. Beiden waren gemeenteraadslid en statenlid. Zoon Jan Hendrik liet de villa Rams Woerthe bouwen en zoon Jan liet de villa Nijenstede bouwen.